# マレ・ディババ
マレ・ディババ（Mare Dibaba Hurrsa、1989年10月20日 - ）は、エチオピアの陸上競技選手。専門は長距離走。

## 人物
エチオピア・オロミア州出身。
2008年にウディネ・ハーフマラソンに出場し、1時間10分32秒で2位となったのが国際デビューである。
2011年、アフリカ競技大会（モザンビーク・マプト）の女子ハーフマラソンに出場し、1時間10分47秒で優勝した。
フルマラソンを初めて走ったのは2010年10月のフランクフルトマラソン（ドイツ）で、この時は2時間25分27秒で5位に入賞した。2012年のドバイマラソン（アラブ首長国連邦）では2時間19分52秒で3位に入る。その後、ボストンマラソン（2014年、2015年）、シカゴマラソン（2014年）と走り、ボストンでは3位・2位、シカゴでは2位という結果を残している。また、アモイマラソン（中華人民共和国）では2014年、2015年と2年連続優勝を果たした。
2012年のロンドンオリンピックでは、女子マラソンにエチオピア代表として出場して2時間28分43秒のタイムで23位となったが、その2年後の世界陸上競技選手権（中華人民共和国・北京市）では競技最終日の女子マラソンに出場、レース終盤までヘラー・キプロプ（ケニア）、ユニス・ジェプキルイ・キルワ（バーレーン）の2人と激しいデッドヒートを展開し、残り100mで2人を突き放して1位でゴールに入り、世界選手権初優勝を果たした。